# Gatorade

Das alte Gatorade-Logo wie es im Wesentlichen von 1970 bis 2009 in Gebrauch war. Seit 2009 zeigt das Logo den Blitzstrahl inmitten eines großen „G“. In Europa wird das alte Logo jedoch immer noch verwendet.

US-Logo von Gatorade

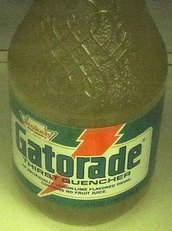
Gatorade in der Glasflasche, wie es in den 1970er Jahren verkauft wurde

Gatorade ist ein heute von PepsiCo hergestelltes isotonisches Getränk ohne Kohlensäure. PepsiCo erwarb die Marke Gatorade im Jahr 2001, als sie den Hersteller des Getränks, die Quaker Oats Company übernahm.
Der Professor für Medizin an der University of Florida, Robert Cade (1927–2007), kreierte das Getränk im Jahre 1965 für die Football-Mannschaft Florida Gators derselben Hochschule. „Gatorade“ setzt sich aus dem Namen der Footballmannschaft Gators und dem Namen von Robert Cade zusammen. Von 1965 bis 1970 trug das Getränk den Namen Stokely-Van Camp’s finest Gatorade, weil es von der Firma Stokely-Van Camp hergestellt und vertrieben wurde. Ab 1970 begnügte man sich mit dem Namen Gatorade. 1983 gelangte die Marke in den Besitz der Quaker Oats Company.

## Entwicklung
Schon während der Verkaufsverhandlungen um die Quaker Oats Company und ihre Marke Gatorade begann der Konkurrenzkampf von PepsiCo mit Coca-Cola um den Markt der Sportgetränke. Schließlich konnte PepsiCo Quaker Oats für 13,4 Milliarden US-Dollar erwerben, nachdem Coca-Cola sein Angebot zurückgezogen hatte. Gatorade dominierte den Markt, aber Coca-Cola konterte mit Powerade und lieferte sich einen Preiskampf mit Gatorade. Von beiden Firmen wurden groß angelegte Werbekampagnen betrieben, die vor allem Jugendliche ansprechen sollten.
Im Jahr 2005 stiegen die Verkaufszahlen von Powerade um etwa 28 Prozent. Coca-Cola konnte damit seine Marke etablieren, aber Gatorade nicht gefährden.
Im Jahr 2009 wollte sich Gatorade unter dem Namen G und neuem Flaschendesign besser positionieren, erreichte aber trotz 50 Millionen Dollar Werbeetat für die Umstellung eher das Gegenteil. Allerdings war dieser Betrag für Werbung im Vergleich zu den Jahren 2007 (137 Millionen Dollar) und 2008 (75 Millionen Dollar) mager ausgefallen. Gatorades Marktanteil fiel im ersten Quartal 2009 von 80 Prozent auf 73,7 Prozent, Powerade erreichte einen Anstieg auf 25,1 Prozent Marktanteil in diesem Getränkesektor.
Gatorade erholte sich nur langsam, was nach Aussagen der Geschäftsführung hauptsächlich auf die ökonomische Entwicklung und den Trend der Verbraucher zu billigeren Getränken zurückzuführen war. Auch Powerade musste schließlich einen Rückgang der Verkaufszahlen hinnehmen, aber um nur 0,5 Prozent. Gatorade blieb jedoch Marktführer und konnte des Weiteren seine Position als fünftgrößte Getränkemarke verteidigen. Gatorade wirbt hauptsächlich in der amerikanischen Profi-Basketball-Liga NBA und sponserte im Jahr 2005 28 von 30 Teams der NBA.
Nachdem Gatorade 2009 vom Deutschen Markt genommen wurde, wird das Getränk ab April 2024 in Deutschland wieder über eine Vertriebspartnerschaft verkauft.

## Konkurrenten
Der wichtigste Konkurrent von Gatorade ist Powerade, das von der Coca-Cola Company angeboten wird. Vor dem Ankauf von Gatorade hatte PepsiCo mit All Sport ein eigenes Sportgetränk auf dem Markt, verkaufte es jedoch dann an The Monarch Beverage Company in Atlanta. 2007 ging die Marke All Sport an die Big Red Inc., die das Getränk von der Dr Pepper Snapple Group abfüllen und vertreiben lässt.
Auf dem deutschen Markt konkurrieren weitere nationale wie auch kleinere, regionale Anbieter mit Marken wie High Speed, Adelholzener Active O2, Gerolsteiner Sport oder Rosbacher Sport.

## Gatorade Shower

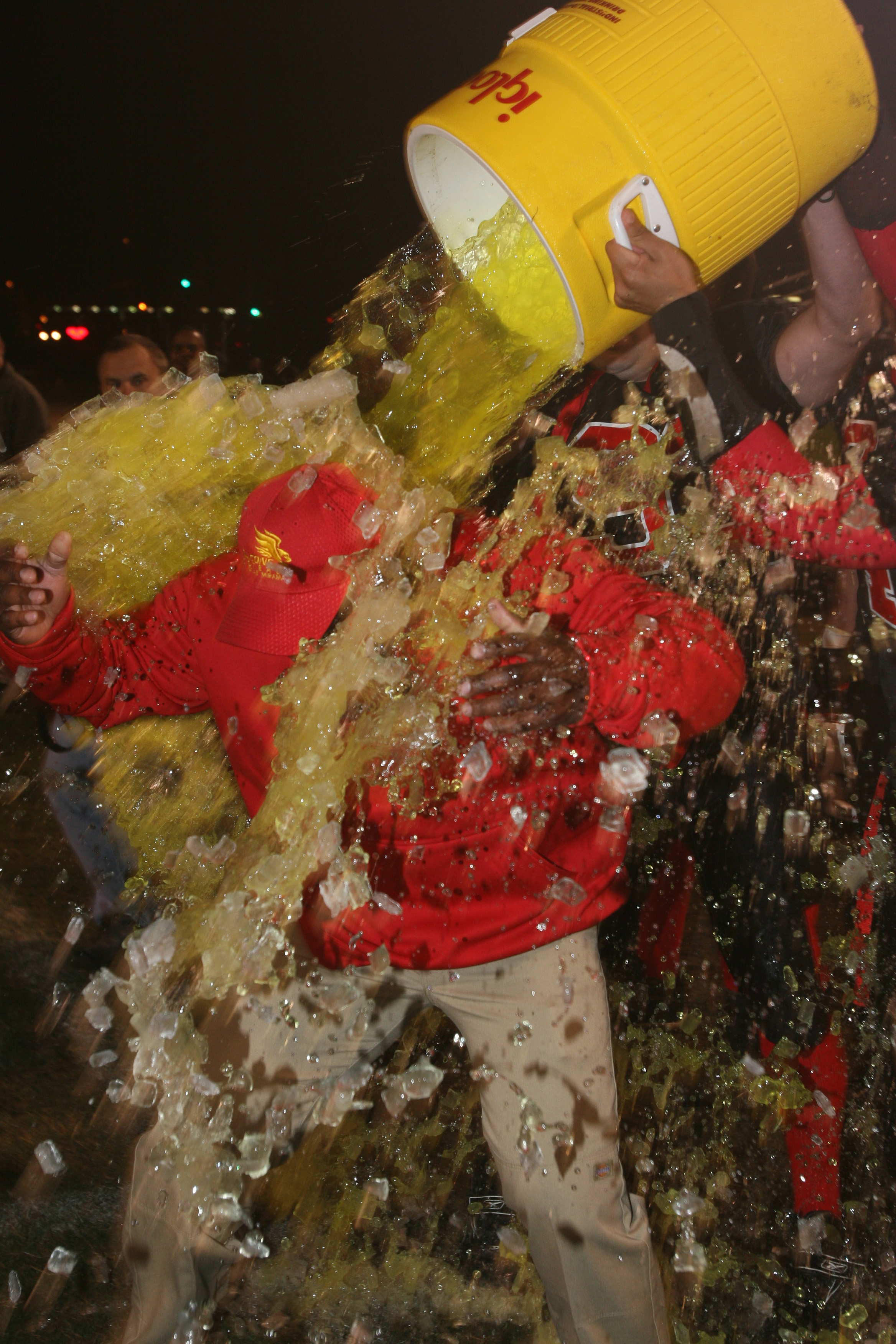
Ein Head Coach empfängt eine Gatorade Shower

Im American Football ist es üblich, dass der Head Coach nach dem Gewinn eines großen Finalspiels (z. B. bei einem Sieg im Super Bowl) noch auf dem Spielfeld mit einem großen Eimer Gatorade übergossen wird. Diese „Gatorade Shower“ (dt.: Gatorade-Dusche) oder „Gatorade Bath“ (dt.: Gatorade-Bad) genannte Tradition fing zwar bei den Chicago Bears der frühen 1980er-Jahre an, populär wurde es aber 1987 bei den New York Giants unter Head Coach Bill Parcells. Nachdem Linebacker Harry Carson von Parcells im Vorfeld zum Spiel gegen die Washington Redskins beschimpft worden war, aber danach sehr gut spielte, rächte er sich, indem er nach dem Sieg einen Eimer voller Gatorade über Parcells ausleerte. Als die Giants darauf eine Siegesserie begannen, hielt der abergläubische Coach an diesem Spleen fest: als die Giants den Super Bowl XXI mit 39:20 gegen die Denver Broncos gewannen, wurde Parcells vor Millionenpublikum mit Gatorade geduscht. Die „Gatorade Shower“ wurde später von ESPN zu einem der 30 größten Super-Bowl-Momente gewählt, erwarb seitdem Kultstatus und ist fester Bestandteil einer Super-Bowl-Siegesfeier. Als die siegreichen Giants von US-Präsident Ronald Reagan empfangen wurden, leerte Reagan einen Gatorade-Eimer über Carson aus – allerdings enthielt der Eimer nur Popcorn. Carson schüttete daraufhin den im Eimer verbliebenen Rest über Reagan.
Gatorade selbst hatte keinen Einfluss auf die Gatorade Shower, profitieren aber von der Gratiswerbung vor Millionenpublikum. Parcells und Carson bekamen als Dank später lukrative Werbeverträge über 120.000 bzw. 20.000 US-Dollar.